# Lligand de Trost
El lligand de Trost és una difosfina utilitzada en l'alquilació al·lílica asimètrica de Trost catalitzada per pal·ladi. S'han desenvolupat altres lligands amb simetria C₂ derivats del trans-1,2-diaminociclohexà (DACH), com ara el lligand (R,R)-DACH-naftil derivat de l'àcid 2-difenilfosfino-1-naftalècarboxílic. S'han desenvolupat lligands semblants que contenen fosfines bidentades derivats d'altres diamines quirals i l'àcid 2-difenilfosfinobenzoïc per aplicacions en síntesi asimètrica.

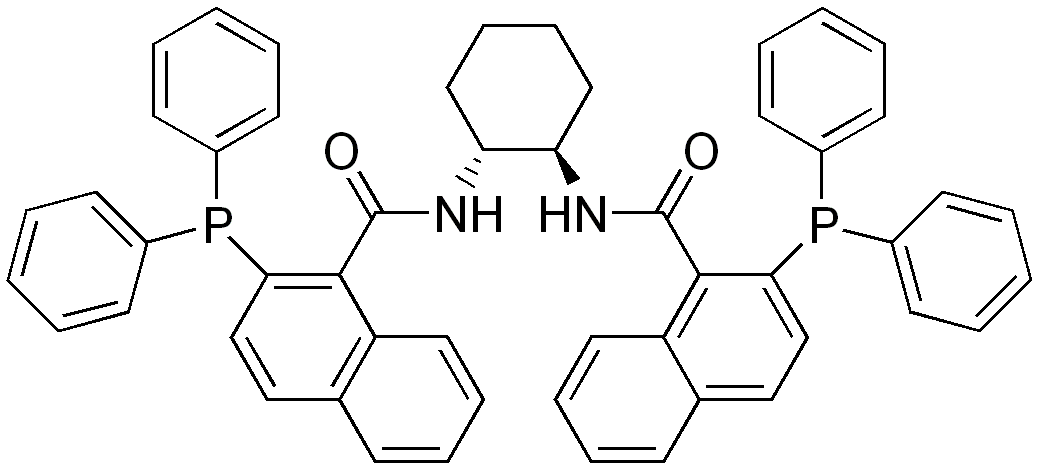
(R,R)-DACH-naftil lligand de Trost, (1R,2R)-(+)-1,2-diaminociclohexà-N,N′-bis(2-difenilfosfino-1-naftoïl)